# Museum of the University of St Andrews
Museum of the University of St Andrews eller Wardlaw Museum er et universitetsmuseum, der ligger på University of St Andrews. Det indeholder universitets samling af historiske, kunstneriske og videnskabelige genstande, og består af over 115.000 genstande. De bliver udstillet i fire forskellige gallerier og søger at fortælle universitetets historie. Det blev indviet i 2008 af den skotske krimiforfatter Ian Rankin.